# Vụ rơi máy bay chiến đấu ở Dhaka năm 2025
Vào ngày 21 tháng 7 năm 2025, một máy bay chiến đấu FT-7BGI do Không quân Bangladesh điều hành đã đâm vào khuôn viên Trường Cao đẳng Milestone tại Diabari, Uttara, Dhaka, Bangladesh. Vụ tai nạn xảy ra vào khoảng 1:12 chiều (BST) khi máy bay phản lực được cho là đang cố gắng hạ cánh sau sự cố kỹ thuật tại Căn cứ không quân BAF Bir Uttom AK Khandker. Sau vụ tai nạn, đã có 32 người thiệt mạng, trong đó có 29 học sinh, hai giáo viên và phi công; và 165 người, chủ yếu là học sinh và nhiều người bị bỏng, đã được cứu sống khi máy bay đâm vào một tòa nhà hai tầng.

## Máy bay

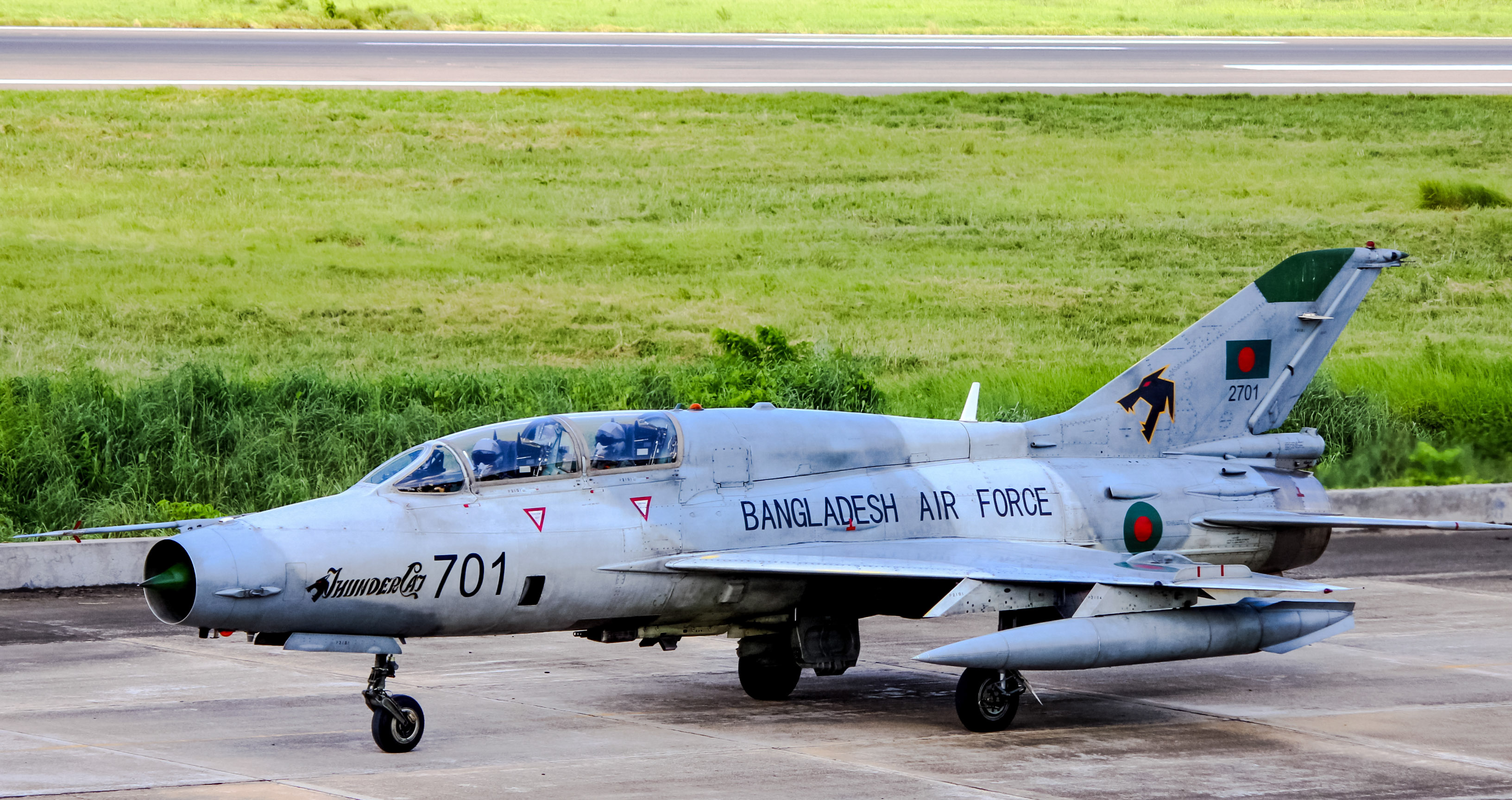
FT-7BGI, máy bay liên quan vào tháng 3 năm 2021

FT-7BGI (còn được gọi là J-7BGI) là một máy bay huấn luyện của lực lượng vệ binh thành đô J-7, được sản xuất bởi Tập đoàn máy bay Chengdu cho không quân Bangladesh. Được bàn giao vào năm 2013 và 2022, máy bay này sở hữu những nâng cấp đáng kể so với F-7BG, bao gồm ba màn hình đa chức năng (MFD) và một radar điều khiển hỏa lực cải tiến.
Phiên bản FT-7 là phiên bản huấn luyện hai chỗ ngồi của phiên bản xuất khẩu F-7. Vào thời điểm xảy ra tai nạn, máy bay đã được đưa vào hoạt động từ năm 2013.
Đây là vụ tai nạn máy bay phản lực F-7 thứ hai ở nước này kể từ vụ tai nạn năm 2008 ở Dhaka khiến phi công thiệt mạng.

## Chuyến bay và vụ tai nạn
Máy bay cất cánh lúc 13:06 (giờ BST) từ Căn cứ Không quân Bir Uttom A. K. Khandker. Trung úy Toukir Islam (biệt danh Sagar) đang thực hiện nhiệm vụ bay đơn đầu tiên thì máy bay gặp trục trặc ngay sau khi cất cánh trong một chuyến bay kép. Máy bay mất kiểm soát và rơi vào trạng thái chết máy, khiến phi công không thể lấy lại quyền kiểm soát máy bay. Đài kiểm soát không lưu đã hướng dẫn ông phóng ghế thoát hiểm, nhưng do độ cao quá thấp, việc phóng ghế là không khả thi. Ông cố gắng lái máy bay về phía khu vực trống ở Diabari nhưng không thành công.
Chiếc tiêm kích đâm vào cổng chính của tòa nhà Haider Ali thuộc Trường Cao đẳng Milestone, xuyên qua tầng trệt từ một phía và thoát ra ở phía đối diện. Nguồn tin quân sự xác nhận ban đầu phi công còn sống, có mạch đập, và được trực thăng Mil Mi-17V-5 vận chuyển khẩn cấp đến khoa chăm sóc tim mạch của  Bệnh viện Quân y Liên hợp ở Dhaka. Tuy nhiên, ông đã không qua khỏi.
Vụ việc xảy ra ngay trước giờ tan học, khi các lớp vẫn đang trong giờ học. Máy bay huấn luyện va vào mái của tòa nhà 7 tầng của trường trước khi đâm trực diện vào tòa nhà Haider Ali - nơi có khoảng 100 học sinh tiểu học và trung học cơ sở đang học. Cú va chạm tạo ra một lỗ hổng ở cổng tòa nhà và gây ra hỏa hoạn. Ba khu vực lớp học độc lập dành cho học sinh mẫu giáo đến lớp III bị ảnh hưởng trực tiếp. Dhaka Tribune dẫn lời một giáo viên cho biết các lớp từ khối V đến VII đang học trong tòa nhà này, cùng với nhóm học sinh đang chờ học thêm.
Nhân chứng kể lại đã nghe thấy tiếng nổ cực lớn và chỉ nhìn thấy khói cùng tro bụi bao phủ hiện trường. Nhiều người cho biết da của các nạn nhân đã bị tách khỏi cơ thể sau vụ va chạm.
Lực lượng Cứu hỏa và Phòng vệ Dân sự Bangladesh cho biết đơn vị tiếp cận hiện trường vào khoảng 13:22 (giờ BST). Có 9 đơn vị cứu hỏa và 6 xe cứu thương được triển khai. Hai trung đội thuộc Lực lượng Biên phòng Bangladesh cũng được điều động để bảo vệ khu vực và hỗ trợ công tác cứu hộ. Một toa tàu thuộc Tàu điện ngầm Dhaka được huy động để đưa các nạn nhân đến bệnh viện.

## Thương vong
Có ít nhất 32 người thiệt mạng, bao gồm 25 trẻ em và phi công trung úy Toukir Islam.   Ít nhất 171 người bị thương, chủ yếu là do bỏng, trong đó ít nhất 25 trường hợp nguy kịch. Khoảng 60 nạn nhân đã được đưa vào viện tại Viện Phẫu thuật Thẩm mỹ và Tạo hình vết bỏng Quốc gia Sheikh Hasina, trong khi 28 người khác được đưa đi điều trị tại Bệnh viện Quân y Liên hợp, Dhaka.
Một giáo viên tên là Maherin Chowdhury - người đã cứu hơn 20 học sinh cũng đã tử vong tại bệnh viện do vết bỏng nặng.

### Tang lễ
Không quân Bangladesh đã tổ chức lễ truy điệu tại Kurmitola, Dhaka vào ngày 22 tháng 7 cho Trung úy Toukir. Buổi lễ có sự tham dự của Tư lệnh Lục quân Đại tướng Waker-Uz-Zaman, Cố vấn Nội vụ Jahangir Alam Chowdhury, cùng các tư lệnh hải quân và không quân. Thi hài phi công được an táng tại Rajshahi.